# Освајачи олимпијских медаља у атлетици — 50 километара ходање за мушкарце
Освајачи олимпијских медаља у атлетици за мушкарце у дисциплини 50 км ходање приказани су у следећој табели: 
| Олимпијске игре             | Злато                                  | Злато                                  | Сребро                                 | Сребро                                 | Бронза                                  | Бронза                                 |
| --------------------------- | -------------------------------------- | -------------------------------------- | -------------------------------------- | -------------------------------------- | --------------------------------------- | -------------------------------------- |
| Лос Анђелес 1932. детаљи    | Томас Грин · Уједињено Краљевство      | 4:50:10                                | Јанис Далинш · Летонија                | 4:57:20                                | Уго Фриђерио Краљевина Италија          | 4:59:06                                |
| Берлин 1936. детаљи         | Харолд Витлок · Уједињено Краљевство   | 4:30:41:4 СР: ОР                       | Артур Шваб · Швајцарска                | 4:32:09:2                              | Адалбертс Бубенко · Летонија            | 4:32:42:2                              |
| Лондон 1948. детаљи         | Јон Лјунгрен · Шведска                 | 4:41:52                                | Гастон Годел · Швајцарска              | 4:48:17                                | Тебс Лојд Џонсон · Уједињено Краљевство | 4:48:31                                |
| Хелсинки 1952. детаљи       | Ђузепе Дордони · Италија               | 4:28:07:8                              | Јожеф Долежал · Чехословачка           | 4:30:17:8                              | Антал Рока · Мађарска                   | Мађарска 4:31:27:2                     |
| Мелбурн 1956.               | Норман Рид · Нови Зеланд               | 4:30:42:8                              | Јевгениј Маскинсков · Совјетски Савез  | 4:32:57:0                              | Јон Лјунгрен · Шведска                  | 4:35:02:0                              |
| Рим 1960.                   | Доналд Томпсон · Уједињено Краљевство  | 4:25:30:0                              | Јон Лјунгрен · Шведска                 | 4:25:47:0                              | Абдон Памич · Италија                   | 4:27:55:4                              |
| Токио 1964.                 | Абдон Памич · Италија                  | 4:11:12:4                              | Пол Нихил · Уједињено Краљевство       | 4:11:31:2                              | Ингвар Петерсон · Шведска               | 4:14:17:4                              |
| Мексико Сити 1968.          | Кристоф Хене · Источна Немачка         | 4:20:13:6                              | Антал Киш · Мађарска                   | 4:30:17:0                              | Лари Јанг · Сједињене Државе            | 4:31:55:4                              |
| Минхен 1972.                | Берн Каненберг · Западна Немачка       | 3:56:11:6                              | Вењамин Солдатенко · Совјетски Савез   | 3:58:24:0                              | Лари Јанг · Сједињене Државе            | 4:00:46:0                              |
| Монтреал 1976.              | дисциплина није била на програму игара | дисциплина није била на програму игара | дисциплина није била на програму игара | дисциплина није била на програму игара | дисциплина није била на програму игара  | дисциплина није била на програму игара |
| Москва 1980.                | Хартвиг Гаутер · Источна Немачка       | 3:49:24                                | Хорхе Љопарт Рибас · Шпанија           | 3:51:25                                | Јевгениј Ивченко · Совјетски Савез      | 3:56:32                                |
| Лос Анђелес 1984.           | Раул Гонзалес · Мексико                | 3:47:26                                | Бо Густафсон · Шведска                 | 3:53:19                                | Сандро Белучи · Италија                 | 3:53:45                                |
| Сеул 1988. детаљи           | Вјечеслав Ивањенко · Совјетски Савез   | 3:38:29 ОР                             | Роналд Вајгел · Источна Немачка        | 3:38:56                                | Хартвиг Гаудер · Источна Немачка        | 3:39:45                                |
| Барселона 1992. детаљи      | Андреј Перлов · Уједињени тим¹         | 3:50:13                                | Карлос Менсенарио · Мексико            | 3:52:09                                | Роналд Вајгел · Немачка                 | 3:53:45                                |
| Атланта 1996. детаљи        | Роберт Кожењовски · Пољска             | 3:43:30                                | Михаил Шчепанчиков · Русија            | 3:43:36                                | Валенти Масана · Шпанија                | 3:44:19                                |
| Сиднеј 2000. детаљи         | Роберт Кожењовски · Пољска             | 3:42:22                                | Ајгарс Фадејевс · Летонија             | 3:43:40                                | Хоел Санчез · Мексико                   | 3:44:36                                |
| Атина 2004. детаљи          | Роберт Кожењовски · Пољска             | 3:38:46                                | Денис Нижегородов · Русија             | 3:42:50                                | Алексеј Војеводин · Русија              | 3:43:34                                |
| Пекинг 2008. Детаљи         | Алекс Швацер · Италија                 | 3:37:09                                | Џеред Талент · Аустралија              | 3:39:27                                | Денис Нижегородов · Русија              | 3:40:14                                |
| Лондон 2012. Детаљи         | Џаред Талент · Аустралија              | 3:36:53 ОР                             | Си Тјенфенг · Кина                     | 3:37:16                                | Роберт Хефернан · Ирска                 | 3:37:54                                |
| Рио де Жанеиро 2016. Детаљи | Матеј Тот · Словачка                   | 3:40:58                                | Џеред Талент · Аустралија              | 3:41:16                                | Хироки Арај · Јапан                     | 3:41:24                                |

- ¹ Екипа ЗНД је наступила под олимпијском заставом

## Биланс освојених медаља
|     | Држава               | Злато | Сребро | Бронза | Укупно |
| --- | -------------------- | ----- | ------ | ------ | ------ |
| 1.  | Уједињено Краљевство | 3     | 1      | 1      | 5      |
| 2.  | Италија              | 3     | -      | 3      | 6      |
| 3.  | Пољска               | 3     | -      | -      | 3      |
| 4.  | Источна Немачка      | 2     | 1      | 1      | 4      |
| 5.  | Русија               | 1     | 2      | 2      | 5      |
| 6.  | Совјетски Савез      | 1     | 2      | 1      | 4      |
| 6.  | Шведска              | 1     | 2      | 1      | 4      |
| 8.  | Мексико              | 1     | -      | 1      | 2      |
| 9.  | Нови Зеланд          | 1     | -      | -      | 1      |
| 9.  | Западна Немачка      | 1     | -      | -      | 1      |
| 9.  | Уједињени тим¹       | 1     | -      | -      | 1      |
| 12. | Летонија             | -     | 2      | 1      | 3      |
| 13. | Швајцарска           | -     | 2      | -      | 2      |
| 14. | Мађарска             | -     | 1      | 1      | 2      |
| 14. | Мексико              | -     | 1      | 1      | 2      |
| 14. | Шпанија              | -     | 1      | 1      | 2      |
| 17. | Аустралија           | -     | 2      | -      | 2      |
| 17. | Чехословачка         | -     | 1      | -      | 1      |
| 19. | Сједињене Државе     | -     | -      | 2      | 2      |
| 20. | Немачка              | -     | -      | 1      | 1      |
| 20. | Кина                 | -     | -      | 1      | 1      |
|     | Укупно 21 земља      | 18    | 18     | 18     | 54     |